# 三江风雨桥

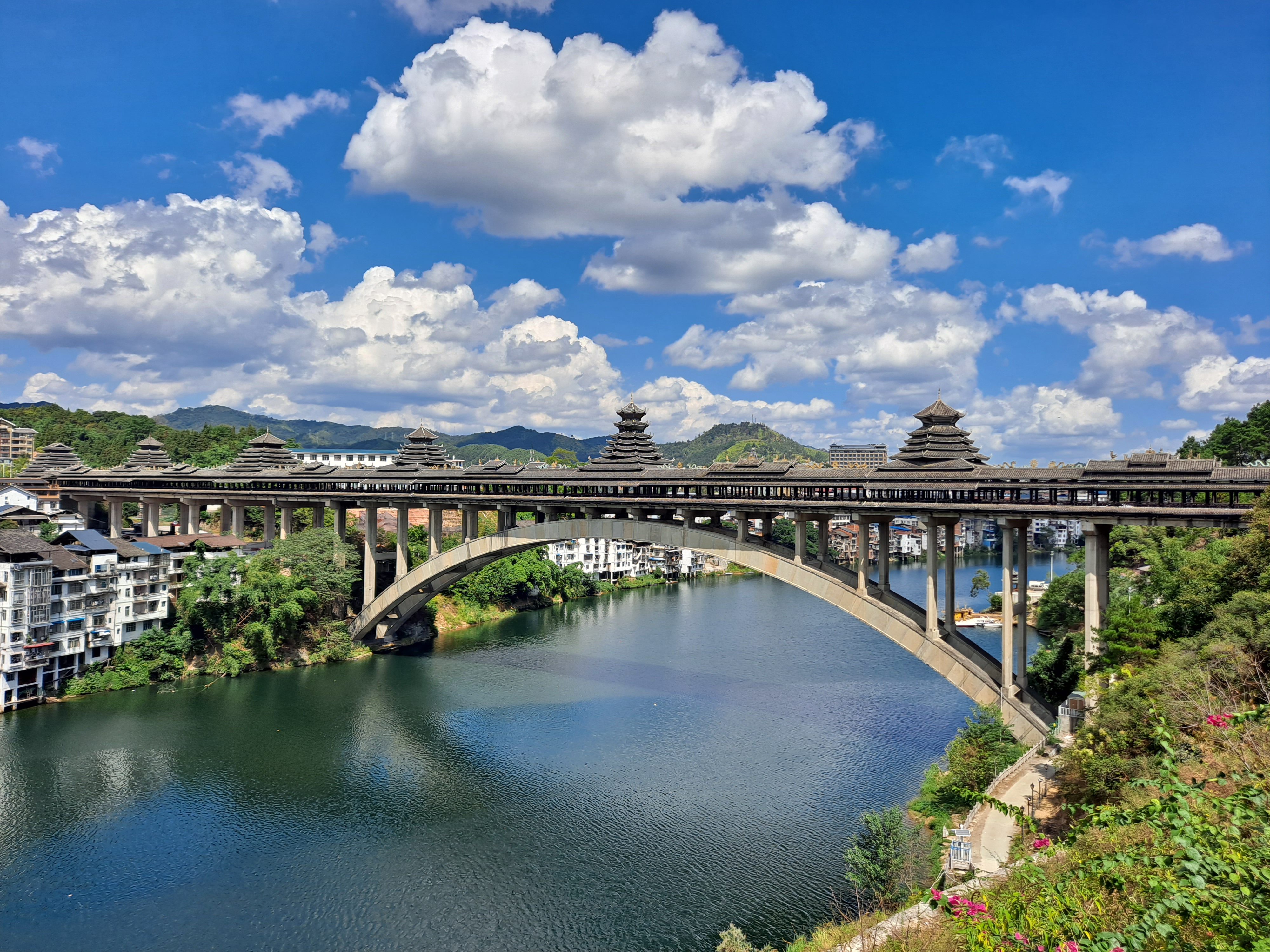
三江风雨桥

三江风雨桥指一种位于柳州市三江侗族自治县的侗族建筑。该自治县共有风雨桥110座。程阳景区有4座风雨桥，分别取名为永济桥、合龙桥、频安桥、普济桥，最为有名的永济桥又称程阳风雨桥，坐落在林溪乡平岩村，距县城古宜镇19公里，距离桂林167公里，为全国重点文物保护单位。岜团桥建于清宣统二年(1910年)，同样为全国重点文物保护单位。